# La Thiệu Uy
La Thiệu Uy (giản thể: 罗绍威; phồn thể: 羅紹威; bính âm: Luó Shàowēi, 877-4 tháng 7 năm 910), tên tự Đoan Kỉ (端己), là một quân phiệt vào cuối thời nhà Đường và đầu thời nhà Hậu Lương. Ông giữ chức Ngụy Bác tiết độ sứ, quân này cũng gọi là Thiên Hùng. Ông cai quản Ngụy Bác theo cách thức phần lớn là độc lập, song đến cuối đời ông phải tăng cường hợp nhất với Hậu Lương, lý do phần nhiều là vì ông từng tiến hành đồ sát các đội quân ương bướng dưới quyền, khiến thực lực suy yếu.

## Thân thế
La Thiệu Uy sinh năm 877, dưới triều đại của Đường Hy Tông. Ông là người Quý Hương (貴鄉), một trong hai huyện của Ngụy châu- thủ phủ của Ngụy Bác. Khi ông sinh ra, cha ông là La Hoằng Tín (羅弘信) chưa giữ chức Ngụy Bác tiết độ sứ. Năm 888, các binh sĩ Ngụy Bác tiến hành binh biến chống lại tiết độ sứ Lạc Ngạn Trinh, Lạc Ngạn Trinh buộc phải đi tu. Thoạt đầu, các binh sĩ ủng hộ Triệu Văn Biện kế nhiệm Lạc Ngạn Trinh, song khi nhi tử của Lạc Ngạn Trinh là Lạc Tòng Huấn (樂從訓) đem quân tiến công, Triệu Văn Biện lại từ chối giao chiến, các binh sĩ vì thế quay sang giết chết Triệu Văn Biện và ủng hộ La Hoằng Tín làm thủ lĩnh thay thế. La Hoằng Tín sau đó đánh bại và giết chết Lạc Tòng Huấn, cũng giết chết Lạc Ngạn Trinh, giành được chức tiết độ sứ.
Khi còn trẻ, La Thiệu Uy được mô tả là có tính quả quyết và thông minh, có tài cai quản. Sau đó, khi La Hoằng Tín hoăng vào năm 898, quân lính ủng hộ Tiết độ phó sứ La Thiệu Uy làm lưu hậu, sau đó được Đường Chiêu Tông bổ nhiệm là Ngụy Bác lưu hậu. Trong cùng năm, Đường Chiêu Tông chính thức bổ nhiệm La Thiệu Uy làm tiết độ sứ, và phong tước Trường Sa quận vương.

## Tiết độ sứ

### Thời Đường
Sau đó, Đường Chiêu Tông cho La Thiệu Uy giữ chức kiểm hiệu thái úy.
Năm 899, Lô Long tiết độ sứ Lưu Nhân Cung cùng con là Nghĩa Xương tiết độ sứ Lưu Thủ Văn đem quân tiến công Ngụy Bác. Lưu Nhân Cung đầu tiên tiến công Bối châu của Ngụy Bác và đồ sát dân chúng, sau đó tiến về Ngụy châu. La Thiệu Uy cầu viện đồng minh lâu năm của cha mình là Tuyên Vũ tiết độ sứ Chu Toàn Trung, Chu Toàn Trung phái bộ tướng Lý Tư An (李思安) và Trương Tồn Kính (張存敬) đến cứu viện La Thiệu Uy. Lý Tư An sau đó đánh bại Lưu Nhân Cung và buộc người này phải triệt thoái. Trong lúc Lưu Nhân Cung tiến đánh, La Thiệu Uy cũng cầu viện Hà Đông tiết độ sứ Lý Khắc Dụng, mặc dù Lý Khắc Dụng là địch thủ của cha ông và Chu Toàn Trung; Lý Khắc Dụng cũng phái cháu là Lý Tự Chiêu (李嗣昭) đến cứu viện Ngụy Bác, song trước khi Lý Tự Chiêu tiến quân đến nơi thì quân Lô Long đã bị quân Tuyên Vũ đẩy lui, La Thiệu Uy lại cắt đứt quan hệ với Hà Đông. Cũng trong năm đó, Đường Chiêu Tông trao cho La Thiệu Uy chức Đồng bình chương sự.
Năm 901, Đường Chiêu Tông trao chức Thị trung cho La Thiệu Uy.
Năm 904, Chu Toàn Trung buộc Đường Chiêu Tông phải thiên đô từ Trường An đến Lạc Dương. Chu Toàn Trung yêu cầu các quân là đồng minh của ông ta phải đóng góp trong việc xây dựng cung điện và các công trình khác của đế chế tại Lạc Dương, La Thiệu Uy do vậy đã khiển một đội quân đến xây Thái Miếu ở Lạc Dương. Nhờ việc này, trong cùng năm, Ngụy Bác quân được đổi tên thành Thiên Hùng quân. Cũng trong năm 904, tước hiệu của La Thiệu Uy được thăng thành Nghiệp vương.
Năm 905, nha tướng Lý Công Thuyên (李公佺) cùng nha quân âm mưu tiến hành binh biến. Khi bị La Thiệu Uy phát hiện, Lý Công Thuyên đốt một số phủ và cướp phá thành, sau đó chạy sang Nghĩa Xương.
Cuộc binh biến của Lý Công Thuyên khiến cho La Thiệu Uy càng trở nên lo sợ nha quân, vốn có vai trò trọng yếu trong việc lật đổ các tiết độ sứ khác. Do đó, ông bí mật thông báo tình hình cho Chu Toàn Trung và yêu cầu Chu Toàn Trung giúp đỡ tiêu diệt nha quân. Năm 906, Chu Toàn Trung khiển Lý Tư An đem 7 vạn lính tiến đến Thiên Hùng, tuyên bố là để tiến công Nghĩa Xương cùng quân Ngụy Bác và Thành Đức, nhằm trừng phạt quân này vì dám tiếp nhận Lý Công Thuyên. Chu Toàn Trung có một nhi nữ kết hôn với nhi tử của La Thiệu uy là La Đình Quy (羅廷規), song vào lúc này cô lại qua đời. Chu Toàn Trung khiển Mã Tự Huân (馬嗣勳) vào thành với một đội quân hộ vệ có vẻ là nhỏ, xưng là để chuẩn bị tang lễ cho cô, song trên thực tế giấu các binh sĩ khác trong các đồ dùng chuẩn bị cho tang lễ. Sau đó, La Thiệu Uy bí mật khiển binh sĩ làm hỏng cung và áo giáp của nha quân. Đêm hôm đó, Lã Thiệu Uy và Mã Tự Huân hợp binh tiến công nha quân, các binh sĩ nha quân cùng gia quyến bị đồ sát, lên tới khoảng 8.000 hộ.
Việc đồ sát các binh sĩ nha quân khiến các đội quân Thiên Hùng khác sửng sốt và tức giận, kể cả khi La Thiệu Uy cố gắng giải thích lý do cho họ. Nha tướng Sử Nhân Ngộ (史仁遇) tiến hành binh biến, tập hợp binh sĩ chiếm cứ Cao Đường và xưng là lưu hậu, cầu viện Hà Đông và Nghĩa Xương. Tuy nhiên, các bộ tướng của Chu Toàn Trung là Nguyên soái phủ tả tư mã Lý Chu Di (李周彝) và hữu tư mã Phù Đạo Chiêu (符道昭) nhanh chóng đánh bại và giết chết Sử Nhân Ngộ, trước khi binh sĩ Hà Đông và Nghĩa Xương kịp đến cứu viện. Mặc dù được Chu Toàn Trung giúp sức song La Thiệu Uy cũng phải mất tới nửa năm để dập tắt toàn bộ các cuộc binh biến. Trong giai đoạn đó, do phải tiếp tế cho quân Tuyên Vũ đến tăng viện, Thiên Hùng trở nên kiệt quệ. Việc tiêu diệt nha quân giúp chấm dứt nhiều mối đe dọa với La Thiệu Uy, song cũng vì thế mà sức chiến đấu của quân đội Thiên Hùng bị suy giảm, bản thân La Thiệu Uy cũng ân hận.
Sau đó, khi Chu Toàn Trung phát động chiến dịch trừng phạt Nghĩa Xương, La Thiệu Uy đóng vai trò là nguồn tiếp tế chính. La Thiệu Uy cũng cho xây một phủ cho Chu Toàn Trung ở Ngụy châu, cung cấp các đồ dùng xa xỉ cho Chu Toàn Trung. Sau khi Chu Toàn Trung buộc phải bỏ dở chiến dịch do Chiêu Nghĩa tiết độ sứ Đinh Hội (丁會) nổi dậy, ông ta trở về Ngụy châu vào mùa xuân năm 907 và ở tại đây một thời gian để dưỡng bệnh. La Thiệu Uy sợ rằng Chu Toàn Trung dự tính đoạt lấy Thiên Hùng nên đến gặp Chu Toàn Trung và đề xuất Chu Toàn Trung nên soán vị triều Đường. Khi đó, Chu Toàn Trung từ chối, trong lòng thì biết ơn La Thiệu Uy. Trong cùng năm, Chu Toàn Trung buộc Đường Ai Đế phải thiện nhượng cho mình, trở thành Hậu Lương Thái Tổ.

### Thời Hậu Lương
Hậu Lương Thái Tổ cho La Thiệu Uy giữ chức Thái phó. Cũng trong năm đó, sau khi Lưu Thủ Quang lật đổ cha và nắm quyền cai quản Lô Long, ông ta quy phục hoàng đế Hậu Lương, Lưu Thủ Văn chiến bại trước Lưu Thủ Quang. La Thiệu Uy cho rằng đây là thời cơ tốt để thuyết phục Lưu Thủ Văn quy phục Hậu Lương, vì thế viết một lá thư cho Lưu Thủ Văn. Lưu Thủ Văn chấp thuận, xưng thần với Hậu Lương Thái Tổ.
Năm 909, La Thiệu Uy mắc bệnh tê liệt, thượng biểu xưng: "Ngụy Bác vốn là đại trấn, có nhiều đối thủ. Xin hãy phái hữu công trọng thần đến trấn thủ. Thần xin được được đem thân quy phủ đệ". Hậu Lương Thái Tổ cảm động, đánh giá cao đề xuất của La Thiệu Uy, bổ nhiệm thứ tử của ông là La Chu Hàn (La Đình Quy qua đời trước đó) là tiết độ phó sứ và tạm thời làm chủ, nói với sứ giả của La Thiệu Uy: "Nhanh chóng quay về và nói với chủ của ngươi: Phải tận lực ăn vì ta. Nếu như không thể tránh được, ta sẽ đền đáp lòng tôn kính với con cháu." Tuy nhiên, La Thiệu Uy qua đời vào năm 910. Hậu Lương Thái Tổ cho La Chu Hàn giữ chức lưu hậu, rồi tiết độ sứ.

## Tài văn chương
La Thiệu Uy được ghi chép là có tài văn chương, ông có một bộ sưu tập sách lớn, và đã cho lập trường học trong quân. Khi thiết tiệc thuộc cấp, ông thường làm thơ. Ông ngưỡng mộ thơ của La Ẩn (羅隱), một thuộc cấp của Ngô Việt vương Tiền Lưu, từng khiển sứ mang lễ vật cho La Ẩn. La Ẩn trả ơn bằng việc gửi các bài thơ của mình cho La Thiệu Uy. Sau đó, La Thiệu Uy tập hợp các bài thơ của mình thành một tuyển tập có tên "Thâu Giang Đông tập" (偷江東集).